# عرب مقدونيا الشمالية
عرب جمهورية مقدونيا (بالمقدونية: Арапи во Република Македонија) هم شعوب عربية هاجرت من بلدانها الأصلية وتقيم الآن في جمهورية مقدونيا وتعود أصولها إلى دول عربية كثيرة خصوصًا لبنان وسوريا والعراق والأردن وكذلك الضفة الغربية وقطاع غزة أيضًا يوجد العديد من الجماعات الصغيرة من مصر والجزائر وتونس والمغرب وليبيا والسودان. 
يوجد في مقدونيا أيضًا العديد من اللاجئين أثر الحرب الأهلية السورية والعراقية.